# 尾張旭市立図書館
尾張旭市立図書館（おわりあさひしりつとしょかん）は、愛知県尾張旭市東大道町にある公共図書館。尾張旭市文化会館に隣接している。

## 概要
1981年（昭和56年）4月7日に開館した。2016年度（平成28年度）末の蔵書数は213,843点、2016年（平成28年）度の貸出数は618,558点だった。2016年（平成28年）度末の尾張旭市の人口は82,997人であるため、住民1人あたり貸出数は7.5点だった。

## 歴史

### 旭町公民館図書室（1957年 - 1973年）
1957年（昭和32年）10月には東春日井郡旭町に旭町公民館（後の尾張旭市公民館）が竣工し、内部に公民館図書室が設置された。

### 尾張旭市民会館図書室（1973年 - 1981年）

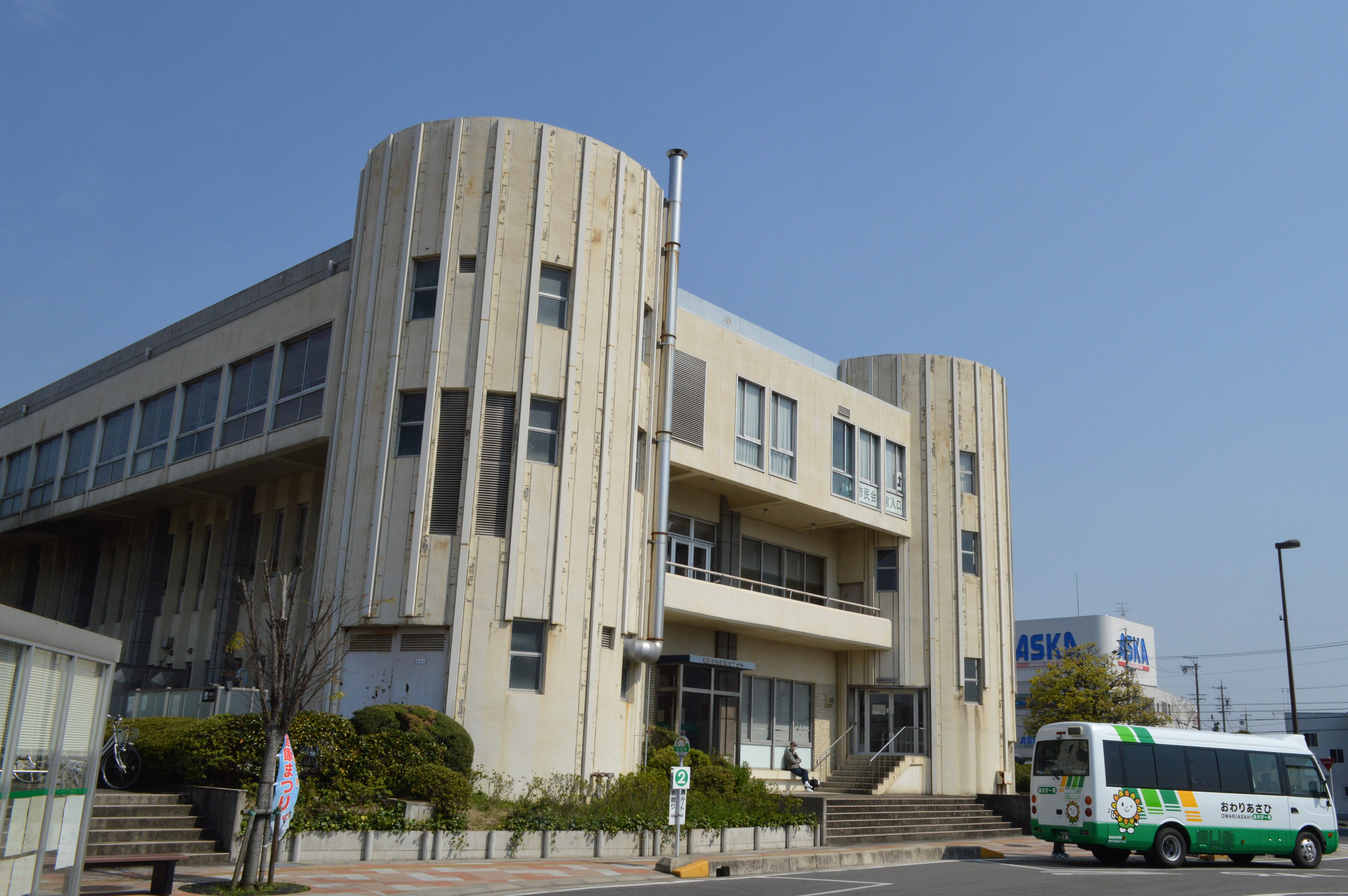
図書室が置かれた尾張旭市民会館

1970年（昭和45年）に東春日井郡旭町が市制施行して尾張旭市となると、1973年（昭和48年）11月には尾張旭市民読書クラブが発足。同年10月には尾張旭市民会館が開館しており、12月には公民館図書室が市民会館に移転して市民会館図書室となった。
1974年（昭和49年）には図書館の建設が盛り込まれた尾張旭市総合計画が発表された。1978年（昭和53年）4月には図書館の建設計画を開始し、1980年（昭和55年）1月30日には建設工事に着工、11月30日に竣工した。この間の9月には移転準備のために市民会館図書室が閉鎖されている。設計は石本建築事務所名古屋支所、施工は安藤建設名古屋支店。工事費は1億8700万円。1981年（昭和56年）1月から蔵書の移転作業を行い、3月には尾張旭市議会で図書館条例が制定された。
尾張旭市民会館は老朽化により2015年（平成27年）3月に閉館となり、2018年（平成30年）5月から2019年（平成31年）2月に取り壊された。

### 尾張旭市立図書館（1981年 - ）

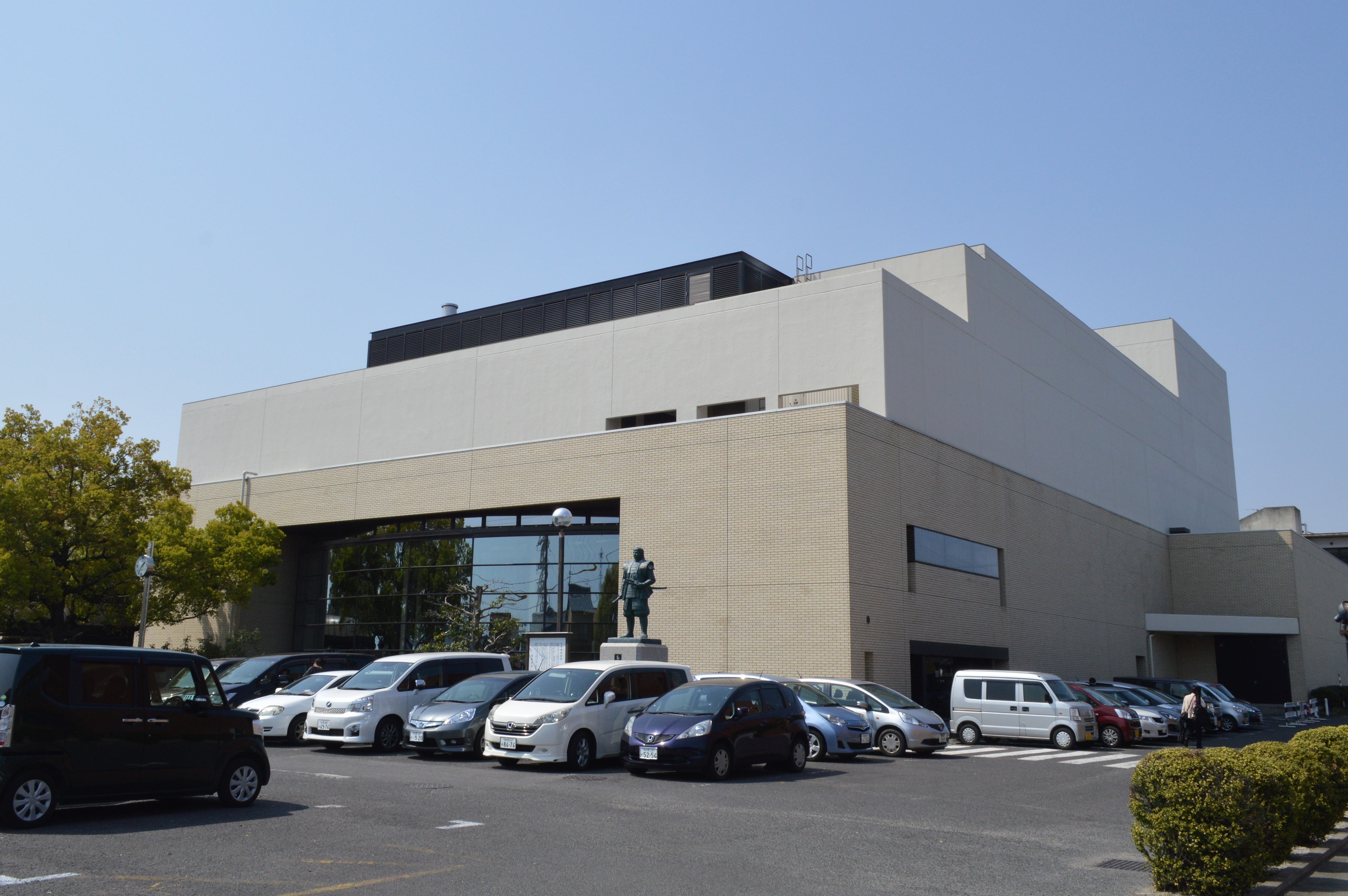
図書館に隣接する尾張旭市文化会館

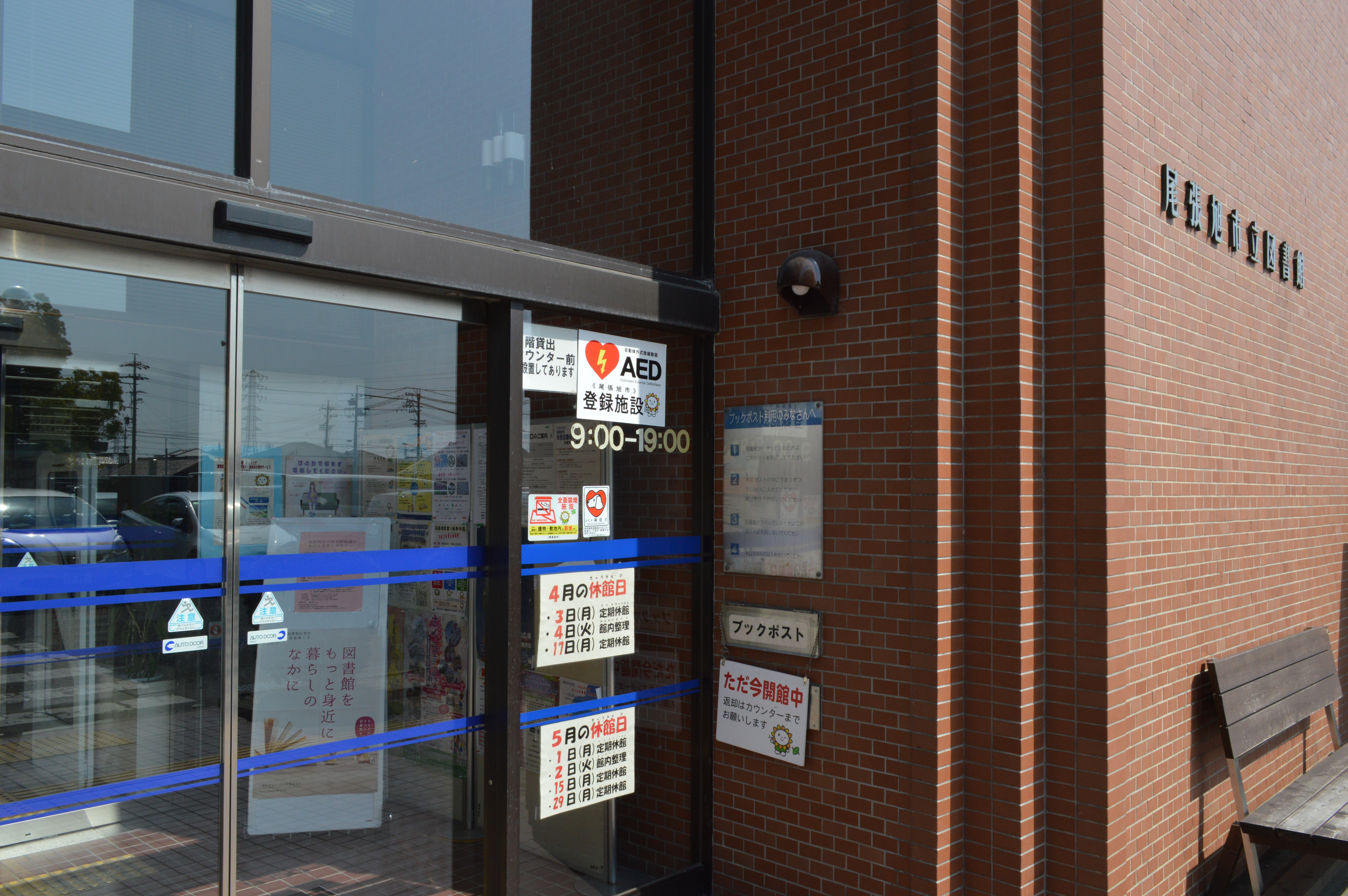
図書館の入口

1981年（昭和56年）4月7日に開館式を行い、4月8日に図書館業務を開始した。開館当時の蔵書数は約4万冊。1985年（昭和60年）9月には移動図書館車「ひまわり号」を購入し、11月に移動図書館車の巡回を開始した。1987年（昭和62年）7月には読書感想文コンクールを開始。同年10月には小説家の大内美予子を講師として、隣接する尾張旭市文化会館で「第24回本に親しむみんなの集い」を開催した。
1990年（平成2年）6月には祝日開館と夜間開館を開始し、開館時間を「10時 - 20時」とした。同年11月には市制施行20周年・図書館開館10周年を記念して「図書館フェア'90」を開催した。1992年（平成4年）4月には開館時間を「9時-19時」に変更している。1995年（平成7年）6月には愛知県図書館とコンピュータで結ばれた。1996年（平成8年）1月にはCDとカセットの貸出を開始。1994年（平成6年）1月には図書館協議会が先進都市の図書館として碧南市民図書館を、1995年（平成7年）2月には刈谷市中央図書館と東浦町中央図書館を、1996年2月には犬山市立図書館と各務原市立中央図書館を視察している。
2001年（平成13年）8月には移動図書館車の運行を終了した。2002年（平成14年）4月にはビデオの貸出を開始。読み聞かせのためのスペースを求める声が強かったことから、2003年（平成15年）7月には2階にある50平方メートルの会議室をおはなしのへやに改装した。
2004年（平成16年）4月には広域貸出を開始し、瀬戸市・愛知郡長久手町・名古屋市守山区の在住者も館外貸出可能となった。同年10月1日にはインターネットによる蔵書検索（OPAC）や貸出予約が可能となった。同年10月18日から2005年（平成17年）3月30日には事業費3160万5000円を投じて、閉架書庫の増築と耐震補強工事を実施している。
2009年（平成21年）2月からは尾張旭市立図書館・瀬戸市立図書館・長久手市中央図書館・日進市立図書館・愛知医科大学総合学術情報センターの各図書館の連携事業として、健康支援事業「めりーらいん」のかつ丼を開始した。11月14日には「めりーらいん」加盟館が持ち回りで健康講座を開く「図書館健康リレー」として、尾張旭市立図書館で健康落語が上演された。
2010年（平成22年）4月には広域貸出を日進市在住者に拡大している。2012年（平成24年）1月にはセルフ貸出機とブックディテクションシステム（BDS）を導入し、同年3月にはICタグによる蔵書管理システムの運用を開始、同年8月には雑誌スポンサー制度を導入している。2013年（平成25年）4月には市内8か所の地区公民館でも図書の返却が可能とし、2014年（平成26年）12月には地区公民館での予約図書の受け取りを可能としている。2013年（平成25年）7月には第2・第4月曜日も開館日とした。増加し続けていた児童書の貸出数が2011年（平成23年）には減少に転じた。子どもの読書離れを食い止めるために、2014年（平成26年）7月には読書通帳を導入し、市内に在園する園児・在学する児童には全員に配布した。2015年（平成27年）10月にはセルフ返却機を導入した。

## 施設
床面積865.68m2の1階には、一般書書架、児童書書架、閉架書庫、事務室などがある。床面積527.57m2の2階には、参考室、視聴覚室、映写録音室、おはなしのへやなどがある。

### 朝見武彦文庫健康コーナー
尾張旭市印場元町には市内唯一の式内社である渋川神社がある。渋川神社の住職だった朝見武彦の遺族に寄贈を受け、2009年（平成21年）2月には朝見武彦文庫（現在の朝見武彦文庫健康コーナー）を設置。同年6月には文庫設置記念講演会を開催した。医学・食・運動・心など「健康」に関する図書や、医学の専門書など、約1万点を所蔵している。尾張旭市は2004年（平成16年）に「尾張旭市健康都市宣言」を行い、市を挙げて健康に関する取り組みを行っている。

## 利用案内
| 尾張旭市立図書館の利用案内 | 尾張旭市立図書館の利用案内                                                |
| -------------------------- | ------------------------------------------------------------------------- |
| 開館時間                   | 9時-19時                                                                  |
| 休館日                     | 毎月第1・第3・第5月曜日、毎月1日、年末年始、特別整理期間                  |
| 冊数・期間                 | 10点まで15日間                                                            |
| 貸出可能者                 | 尾張旭市在住・在勤・在学者 瀬戸市・日進市・長久手市・名古屋市守山区在住者 |